# مارينكو غاليتش
مارينكو غاليتش (بالسلوفينية: Marinko Galič)‏ (مواليد 22 أبريل 1970) هو لاعب كرة قدم. يلعب مع منتخب سلوفينيا لكرة القدم. سبق له أن لعب في كأس العالم لكرة القدم مع منتخب بلاده.

## روابط خارجية
- مارينكو غاليتش على موقع الاتحاد الدولي (مؤرشف)  (الإنجليزية)
- مارينكو غاليتش على موقع قاعدة بيانات كرة القدم.إي يو (الإنجليزية)
- مارينكو غاليتش على موقع ناشيونال فوتبول تيمز (الإنجليزية)